# Locomotive SFSS 1-47
Le locomotive a vapore gruppo 1-47, meglio note come le Winterthur, sono locotender, a scartamento ridotto che hanno prestato servizio sulle linee delle Strade Ferrate Secondarie della Sardegna.

## Storia
Le 47 locomotive del gruppo vennero costruite sulla base di un progetto elaborato dalla fabbrica di locomotive svizzera SLM di Winterthur che prevedeva buona inscrizione in curva e basso peso assiale. Dopo la prima fornitura alle Strade Ferrate Secondarie della Sardegna le locomotive vennero costruite su licenza dalle Officine Meccaniche di Napoli e gradatamente immesse in servizio fino al 1894. La loro assegnazione ad uso treni viaggiatori e merci venne fatta alle linee tra Cagliari, Mandas e Arbatax e la diramazione Mandas-Sorgono, la Bosa-Macomer-Nuoro e la Sassari-Alghero, per cui vennero distribuite tra i depositi di Cagliari, Sassari e Macomer.

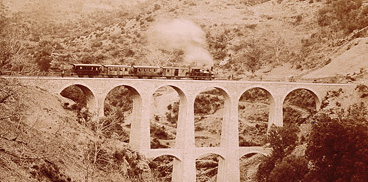
Un Winterthur al traino di un convoglio sul viadotto Sammuco alla fine del XIX secolo

Le locomotive hanno ricevuto un nome proprio (come di consuetudine all'epoca); le prime 19 unità un nome relativo a località della Sardegna, dalla 20 alla 30 un nome di città italiane, dalla 31 alla 40 un nome di fiume italiano e dalla 41 alla 47 il nome di una località famosa per una battaglia risorgimentale
Le locomotive diedero buona prova di sé in termini di prestazioni e inscrivibilità sulle strette curve della rete a scartamento ridotto sarda.
Due esemplari della serie (la numero 29 "Bologna" e la numero 30 "Padova") furono in seguito ceduti dalle Ferrovie Complementari della Sardegna (che avevano assorbito nel 1921 le SFSS) alle Ferrovie Meridionali Sarde nel 1936. Inoltre nel 1941, col passaggio delle linee Sassari - Alghero e Monti - Tempio dalle FCS alla propria società controllante Strade Ferrate Sarde, le 8 Winterthur impiegate su queste linee rimasero nel nord Sardegna a disposizione 1947, della nuova concessionaria (le locomotive numero 2 "Sardegna", 6 "Isili", 18 "Terranova", 19 "Tortolì", 20 "Roma", 21 "Napoli", 27 "Palermo", 35 "Bisagno") che, insieme alla locomotiva numero 30"Padova", che nel 1936 era stata ceduta alle Ferrovie Meridionali Sarde, vennero acquisite nel 1947 da Strade Ferrate Sarde.
Le locomotive vennero infine accantonate a partire dalla fine degli anni cinquanta.
Di esse è sopravvissuta fino ad oggi la 43 denominata "Goito". Il suo restauro è iniziato a fine 1987 e ultimato dopo qualche anno ha permesso di effettuare alcuni servizi turistici , come il "Barbagia Express" trainando due carri merci e una carrozza viaggiatori di costruzione Bauchiero anch'essi restaurati.

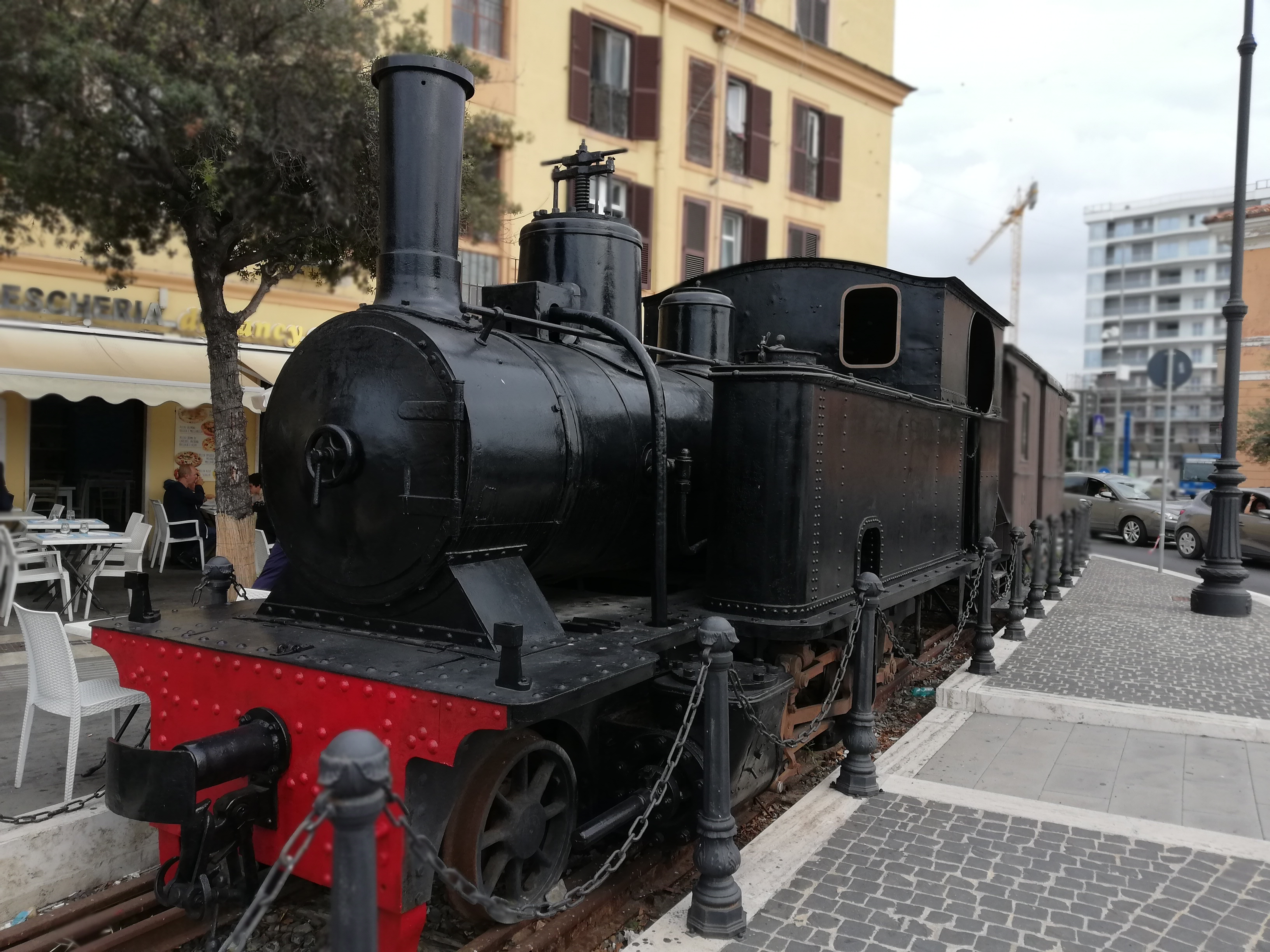
Locomotiva 45 e bagagliaio D304 in esposizione a Fiumicino

La locomotiva 45 denominata Palestro, costruita a Napoli nel 1894 su licenza della SLM di Winterthur ed appartenente al V lotto di produzione, è stata collocata il 5 Dicembre 2018 a Fiumicino, insieme al bagagliaio D304, su via Torre Clementina, lungo il porto canale, su una porzione dei vecchi binari scoperti della storica linea ferroviaria che arrivava lungo il porto, dismessa nel marzo 1990, che collegavano la stazione ferroviaria di Fiumicino al Porto Canale per il carico e scarico delle merci con le navi che arrivavano a Fiumicino. Dopo che la linea tra la stazione e il Porto Canale era stata dismessa, l'ultimo treno che arrivò lungo il Porto Canale fu nel 1993 con l'esposizione dell'AgricolTreno, su iniziativa della Pro Loco. I binari sono stati interrati ed asfaltati, con il tratto di binari, riemerso nel corso dei lavori di riqualificazione del borgo Valadier, lasciato visibile in superficie proprio per ospitare la locomotiva e il vagone postale. La locomotiva, donata all'amministrazione comunale da un privato collezionista e restaurata con pezzi originali, fino agli anni settanta era, insieme al suo bagagliaio, nel deposito di Monserrato, nel Cagliaritano. La carrozza adibita al servizio postale e al trasporto bagagli, all'interno conserva ancora i mobili originali dove venivano custodite le lettere con tutte le scaffalature. I due rotabili sono stati presentati alla stampa e alla cittadinanza sabato 8 dicembre 2018 nel corso di una cerimonia a cui ha preso parte il Sindaco di Fiumicino Esterino Montino. All'interno del binario a scartamento normale d'origine sono state inserite due altre rotaie per ottenere un binario con scartamento 950 millimetri. La locomotiva e la carrozza bagagliaio sono state adibite a Info Point turistico della Pro Loco di Fiumicino.

## Caratteristiche
Le Winterthur erano locotender a semplice espansione a 2 cilindri esterni. Il tipo di costruzione era quello classico della scuola inglese con telaio esterno alle ruote. I 3 assi, interni al telaio, erano accoppiati con biellismo motore esterno. Il rodiggio era 1-3-0. Le locomotive erano dotate di casse d'acqua da 3.300 litri e di un metro cubo di scorta di carbone.

## Deposito Locomotive di assegnazione
- Deposito Locomotive SFSS di Cagliari
- Deposito Locomotive SFSS di Sassari
- Deposito Locomotive SFSS di Macomer
- Deposito Locomotive SFSS di Tempio